# Honvéd hadapród iskola
A magyar honvéd hadapród iskolák létrehozataláról „a honvéd nevelő- és képző-intézetekről szóló 1897. évi XXIII. törvénycikk” döntött, báró Fejérváry Géza honvédelmi miniszter előterjesztésére. Célja a honvédség tisztikarának, különösen az alantos tisztek képzésének biztosítása volt. „Olyan jellemtulajdonságokat és erkölcsi érzelmeket kívánnak a növendékekben kifejleszteni, melyek mindenkinek díszére válnak, a férfiú értékét megalapítják, a lélekben önfeláldozó érzületet ébresztenek fel és ápolnak, melyre az ifjú harcosnak magasztos hivatáskötelmének betöltésénél múlhatatlanul szüksége van. ”

## Története
1898-ban két honvéd hadapród iskola jött létre: Pécsett (1898–1919) csak gyalogsági, Nagyváradon (1898–1918) lovassági hadapródokat is képeztek. Az intézmények épületei páratlan gyorsasággal, egy év alatt, 1898-ra készültek el, Alpár Ignác tervei alapján. Tágas, kiegészítő épületekkel ellátott, a kor modern képzési kihívásainak mindenben megfelelő, jól felszerelt, tanításra és tanulásra egyaránt kiválóan alkalmas, esztétikailag is figyelemre méltó (eklektikus stílusú) iskolaépületek születtek. Ezekbe 14. életévüket betöltött, négy középiskolai osztályt már elvégzett, testileg alkalmas fiúk kerülhettek be, ha a felvételi vizsgán megfeleltek.

## Tananyag
A hadapródiskolákban a következő tantárgyakat oktatták:
- elméleti és grafikai tantárgyak:

- vallástan; magyar nyelv; német nyelv; horvát nyelv; francia nyelv; földrajz; történelem; számtan és betűszámtan; mértan; természettan; vegytan; szépírás; szabadkézi rajz; szolgálati szabályzat; gyakorlati szabályzat; hadseregszervezet; fegyver- és lövésügy; tereptan és terepfelvétel; térképábrázolás; harcászat; műszaki oktatás; katonai közigazgatás és katonai ügyirály (22 tantárgy);

- katonai és testgyakorlatok:

- harcászati kiképzés; kiképzés a lövésügyben; gyakorlati oktatás az öltözködés, a felszerelés, a felfegyverzés, a laktanya- és szobarendről; gyakorlatok a távbecslésben, a térképolvasásban, a szabadban és a terepen való tájékozódásban; terepfelvételi gyakorlatok; torna; vívás (9 tantárgy);

- különös ismeretek és ügyességek:

- szolgálati rendszabályok és illemtan; egészségápolás; úszás; tánc; iskolajátékok és korcsolyázás; ének és zene (6 tantárgy)

Összesen 37 tantárgy